# Azotan bizmutu(III)
Azotan bizmutu(III) – nieorganiczny związek chemiczny, sól kwasu azotowego i bizmutu na +3 stopniu utlenienia. Z wodnego roztworu kwasu azotowego krystalizuje w postaci hydratu, tworząc duże słupowate kryształy. W wyniku ogrzewania odszczepia wodę i kwas azotowy tworząc azotan bizmutylu BiONO3.